# Cunninghamella echinulata
Cunninghamélla echinuláta (лат.) — вид мукоровых зигомицетовых грибов, наиболее известный вид рода Куннингамелла (Cunninghamella).

## Описание
Гетероталличный (раздельнополый) вид. Колонии на картофельно-декстрозном агаре беловатые, по мере созревания становятся желтоватыми и дымчато-серыми. Спорангиофоры (нередко именуемые конидиеносцами, поскольку несут односпоровые спорангиоли) асептированные, 16—22 мкм толщиной, дихотомически или щитковидно разветвлённые; каждая веточка заканчивается широкобулавовидным или почти шаровидным вздутием до 50 мкм в диаметре (боковые — до 30 мкм). Спорангиоли шаровидные или почти шаровидные, образуются на очень коротких стеригмовидных отростках на этих вздутиях, мелкошиповатые (редко гладкие), 10—14 мкм в диаметре.
Хламидоспоры образуются в субстратном мицелии, редкие, разнообразной формы.
Зигоспоры 30—80 мкм в диаметре, шаровидные или несколько сплюснутые, бородавчатые. Суспензоры обычно почти равные, 20—25 мкм длиной и 10—20 мкм в поперечнике, гладкие, неокрашенные.

## Синонимы
- Actinocephalum japonicum Saito, 1905
- Cunninghamella africana Matr., 1903typus
- Cunninghamella antarctica Caretta & Piont., 1977
- Cunninghamella bainieri Naumov, 1935
- Cunninghamella dalmatica Pišpek, 1929
- Cunninghamella echinata Pišpek, 1929
- Cunninghamella indica Baijal & B.S.Mehrotra, 1980
- Cunninghamella japonica (Saito) S.Ito, 1936
- Cunninghamella ramosa Pišpek, 1929
- Cunninghamella verticillata F.S.Paine, 1927
- Muratella elegans Bainier & Sartory, 1913
- Oedocephalum echinulatum Thaxt., 1891basionym
- Saitomyces japonicus (Saito) Ricker, 1906